# مانويل (لاعب كرة قدم)
مانويل هو لاعب كرة قدم برازيلي في مركز الهجوم، ولد في 12 أغسطس 1991 في ساو برناردو دو كامبو في البرازيل. لعب مع أتلتيكو مينيرو ونادي بوا إيسبورت ونادي غوياس.

## وصلات خارجية
- مانويل (لاعب كرة قدم) على موقع قاعدة بيانات كرة القدم.إي يو (الإنجليزية)
- مانويل (لاعب كرة قدم) على موقع Soccerway.com (الإنجليزية)